# Deuxième Congrès de la langue française au Canada
Le Deuxième Congrès de la langue française au Canada se déroule dans la ville de Québec du 27 juin au 1er juillet 1937. Les quelque 8 000 congressistes qui y participent concluent l'exercice par la formulation de 46 vœux.

## Organisation

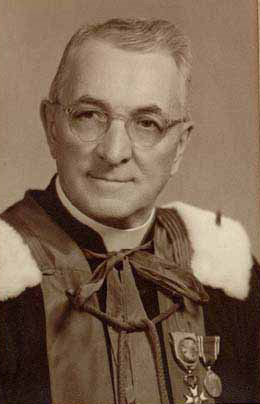
Camille Roy, recteur de l'Université Laval et président du comité organisateur du Deuxième Congrès de la langue française au Canada.

Pour célébrer le 25e anniversaire du Congrès de 1912, la Société du parler français organise un deuxième Congrès de la langue française, qui se tient à Québec du 27 juin au 1er juillet 1937.
Ce deuxième Congrès reprend sensiblement la même formule que celle employée pour la tenue du premier, cependant qu'on ne le fait pas coïncider avec les festivités de la Fête nationale des Canadiens français, mais plutôt après celles-ci. Le thème de ce deuxième congrès est « L'esprit français au Canada, dans notre langue, dans nos lois, dans nos mœurs ».
Le comité organisateur du Congrès, établi par la Société du parler français le 8 mai 1936, est présidé par Mgr Camille Roy, président de la Société et recteur de l'Université Laval. C'est également Camille Roy qui préside le bureau du comité organisateur Le bureau met sur pied des comités de finances, propagande, réception et fêtes religieuses et divers sous-comités présidés par les membres nommés au comité organisateurs le 8 mai.
Un comité d'honneur est constitué pour ajouter au prestige de l'événement. En font partie les officiers de l'État et de l'Église les plus en vue à l'époque, soit l'archevêque de Québec Jean-Marie-Rodrigue Villeneuve, patron du Congrès; le lieutenant-gouverneur du Québec Ésioff-Léon Patenaude, président d'honneur; le premier ministre du Québec Maurice Duplessis et le ministre fédéral de la justice Ernest Lapointe et le maire de Québec Joseph-Ernest Grégoire, vice-présidents d'honneur.
L'Académie française délègue cette fois le romancier et essayiste Louis Bertrand.
En vertu de l'article III du Règlement du Congrès, sont invités à participer « les Canadiens français, les Acadiens et les Franco-Américains » et leurs diverses institutions, qui sont admis soit à titre de membre protecteur, membre bienfaiteur, membre donateur ou membre titulaire. Les « personnes ou sociétés étrangères » peuvent adhérer au Congrès à titre d'observateurs. Des délégués d'Haïti sont d'ailleurs présents à l'événement.
À l'inscription, les congressistes reçoivent une carte de membre donnant en plus du droit d'accéder aux salles, le droit à une copie du programme et un ruban du congrès. Il est possible d'acheter un bouton du Congrès pour 10 sous et une médaille-insigne (œuvre de Marius Plamondon) pour 75 sous.
Les séances du Congrès se tiennent au Colisée, dans les édifices de l'Université Laval, au Palais de justice et au Palais Montcalm.

## Déroulement
Le déroulement du Congrès de 1937 est en tout point comparable à celui de 1912. À l'intérieur d'un programme général de six jours, du dimanche 27 juin au vendredi 2 juillet, comprenant messes, activités touristiques, démonstrations, déjeuners, réceptions, banquets et concerts, s'insèrent un programme de six séances publiques, deux assemblées générales, 23 séances des quatre sections d'études et divers programmes spéciaux (journée des enfants, journée des dames, journée des jeunes).
| Section de la langue parlée                                                                                                | Section de la langue parlée                                                             | Section de la langue parlée |
| --- | --------------------------------------------------------------------------------------- | --------------------------- |
| Président : Cyrille-F. Delâge Secrétaire : Lucien Talbot Rapporteur : Étienne Blanchard                                    |                                                                                         |                             |
| Section de la langue écrite                                                                                                |                                                                                         |                             |
| Président : Aegidius Fauteux Secrétaire : Henri Lallier Rapporteur : Maurice Hébert                                        |                                                                                         |                             |
| Section des arts |                                                                                         |                             |
| Président : J.-B. Soucy Secrétaire : Sylvia Daoust Rapporteur : Jean-Marie Gauvreau                                        |                                                                                         |                             |
| Section des lois |                                                                                         |                             |
| Président : Fabre-Surveyer, Henri Lacerte, Antonio Perreault Secrétaire : Jacques Dumoulin Rapporteur : L.-Philippe Pigeon |                                                                                         |                             |
| Section des mœurs |                                                                                         |                             |
| Division A : | Division B :                                                                            |                             |
| Président : P. Henri Martin Secrétaire : P.-Eugène Gosselin Rapporteur : Henri-G. Renaud                                   | Président : J.-M. Laframboise Secrétaire : Josaphat Benoit Rapporteur : Pie-M. Gaudreau |                             |
| Séances d'étude pour les dames                                                                                             |                                                                                         |                             |
| Président : Mme Charles Frémont Secrétaire : Mme J. Dugal Rapporteur : Mlle Élise Rocheleau                                |                                                                                         |                             |
| Séances d'étude pour les jeunes                                                                                            |                                                                                         |                             |
| Président : Cyrille Gagnon Secrétaire : Mlle Jeanne Lapointe Rapporteur : M. Paul-Henri Guimont                            |                                                                                         |                             |

## Vœux
Le Deuxième Congrès de la langue française au Canada se termine par l'adoption de 46 vœux.
Les sept vœux de la Section de la langue expriment le désir des congressistes de voir s'améliorer la phonétique et l'élocution du parler des élèves par son enseignement méthodique et par le soin particulier que les professeurs doivent donner à la diction; que l'on mettre en œuvre un programme d'enquêtes sur le parler franco-américain, mal connu à l'époque; que l'on fonde un plus grand nombre de sociétés d'histoire régionale et locale; que les bibliothèques se multiplient et s'enrichissent; que la langue des annonces publicitaires s'améliore et soit en bon français; que les revues scientifiques et littéraires soient mieux soutenues et encouragées; que l'on fonde un « Office de la langue française au Canada » dont le mandat serait d'examiner et de corriger les enseignes, les affiches et les circulaires des commerces.
Les trois vœux de la Section des arts portent sur la promotion du goût de l'art chez les ouvriers par des conférences, des projections, etc.; que l'on développe la culture des lettres, spécialement l'encouragement « des écrivains de chez nous »; que l'enseignement du dessin se développe dans les écoles.
Les cinq vœux de la Section des lois portent sur la conservation de l'esprit français des lois et des méthodes d'interprétation; qu'une commission révise toutes les lois du Québec selon l'esprit français, dans une rédaction concise, logique, méthodique; que la traduction des lois fédérales (qui sont toutes en anglais) s'améliore et que les traductions « ne soient plus astreints à une traduction trop littérale »; que les droits de la langue française soient reconnus dans tout le Canada et que les droits des minorités francophones de conserver leur langue par son enseignement soient reconnus dans toute l'Amérique du Nord;
Les autres vœux (du 16e au 46e) sont formulés par la Section des mœurs et touchent la promotion des associations professionnelles, des écoles paroissiales aux États-Unis, de la qualité de la langue dans la presse et à la radio, la solidarité entre les groupes francophones, la tenue d'un Congrès de l'Économique, la création d'un office de renseignements linguistiques (terminologie, traduction), qu'au moyen de la presse le Canada et Haïti établissent des relations pour mieux se connaître, de même que des éléments chers au clergé catholique : la lutte au communisme et le découragement des mariages mixtes.
Les participantes à la séance des dames souhaitent que le goût de la poésie soit cultivé chez les jeunes, que des associations féminines de langue française voient le jour au Canada et aux États-Unis, que l'éducation des femmes soit modernisé, que l'on développe la littérature enfantine, etc. Les participants à la séance des jeunes souhaitent que les bibliothèques contiennent des livres appropriés au jeune âge et que se développe les mouvements jeunes.
Le premier juillet, le Comité permanent des Congrès de la langue française en Amérique, qui était inactif depuis 1920, est réanimé. Il se compose de 20 membres chargés de publier le compte rendu des séances du second congrès et de veiller à la réalisation de ses vœux. En 1939, le Comité prend le nom de Comité de la survivance française en Amérique et c'est sous ce nom qu'il est incorporé en 1940.